# ميلتون إل. كنودسون
ميلتون إل. كنودسون (بالإنجليزية: Milton L. Knudson)‏ هو عسكري أمريكي، ولد في 20 أكتوبر 1923 في جنيف في الولايات المتحدة، وتوفي في 13 نوفمبر 1942 في Ironbottom Sound ‏ في جزر سليمان.